# Харампур (река)
Харампу́р (устар. Харам-Пур) — река в России, протекает по территории Пуровского района Ямало-Ненецкого автономного округа. Устье реки находится в 94 км по правому берегу реки Айваседапур. Длина реки — 320 км, площадь водосборного бассейна — 4440 км². Гидроним восходит к лесн. нен. Каљву" пюљ — «лиственничная бурлящая река».
К северо-востоку от устья на реке расположена одноимённая деревня Харампур.

## Притоки
(км от устья)
- 3 км: Витютъяха (лв)
- 45 км: Хадытаяха (лв)
- 48 км: Кальпясъяха (пр)
- 89 км: Парнэяха (лв)
- 107 км: Янгъяха (лв)
- 109 км: Шоняуяха (пр)
- 135 км: протока Яёшонся (устар. Шонся-Ягай) (пр)
  - 19 км: Антыяха (пр)
  - 25 км: Пюнятъяха (пр)
- 138 км: Тыдэотта (лв)
- 173 км: Харампуртарка (лв)
- 195 км: Ябтаяха (пр)
- 205 км: Нгарка-Сармикъяха (пр)
- 218 км: Нюдя-Сармикъяха (пр)
- 249 км: Лукъяха (пр)
- 257 км: Хойяха (пр)
- 264 км: река без названия (лв)
- 309 км: река без названия (пр)

## Данные водного реестра
По данным государственного водного реестра России относится к Нижнеобскому бассейновому округу, водохозяйственный участок реки — Пур. Речной бассейн реки — Пур.